# Lasconotus vegrandis
Lasconotus vegrandis är en skalbaggsart som beskrevs av Horn 1885. Lasconotus vegrandis ingår i släktet Lasconotus och familjen barkbaggar. Inga underarter finns listade i Catalogue of Life.